# Verpackungsmaschine

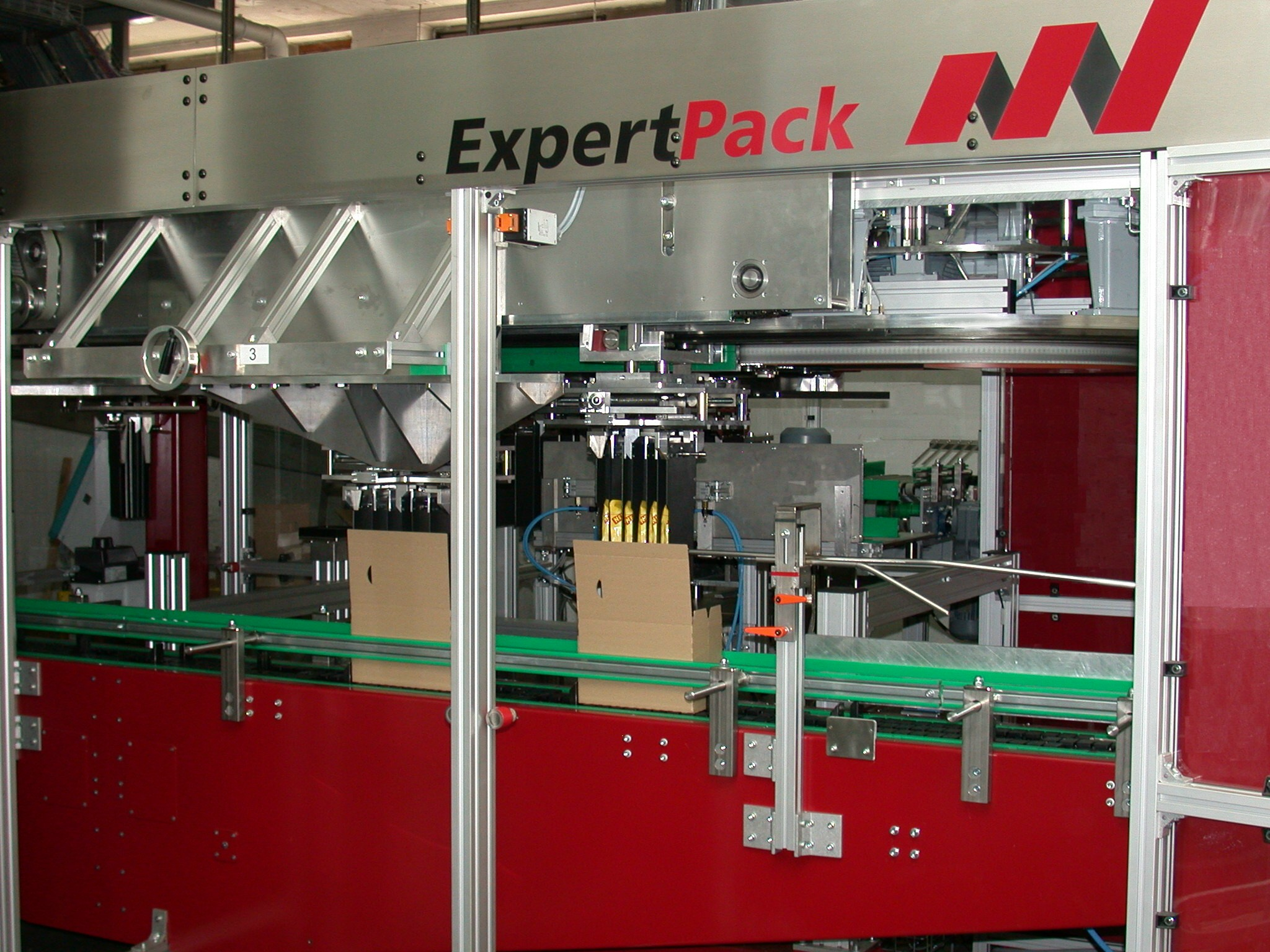
Verpackungsmaschine zum Einstellen, Verpacken und Verschließen von Lebensmittel-Standboden-Beuteln in einen Karton

Eine Verpackungsmaschine oder -anlage stellt eine technische Einheit dar, welche das Packgut (z. B. Produktionsteile, Gebinde, Waren) mit einem Packmittel (z. B. Band, Karton, Folie) ganz oder teilweise umhüllt.

## Details
Nach DIN 55405 wird Verpacken definiert als das Herstellen einer Packung/eines Packstückes durch Vereinigung von Packgut und Verpackung unter Anwendung von Verpackungsverfahren mittels Verpackungsmaschinen, -geräten oder von Hand. Dabei stellt das Packgut die zu verpackende Ware dar und die Verpackung ist der Oberbegriff für alle Packmittel und Packhilfsmittel.
Der Verpackungsvorgang wird in drei Kategorien unterteilt:
1. manuell
2. halbautomatisch
3. vollautomatisch

Die letzteren beiden Punkte erfolgen mit Hilfe von Verpackungsmaschinen, welche nach den unterschiedlichsten Prinzipien, je nach Packgut und gewünschtes Packstück, arbeiten. Sinn und Zweck ist es Transportverpackungen (Versandverpackungen), Umverpackungen und/oder die Stapelfähigkeit herzustellen.
Manuelle Umreifungsgeräte werden überall dort eingesetzt, wo ganze Paletten gesichert werden müssen. Im Gegensatz dazu werden automatische Verpackungsmaschinen bei kleineren Versandeinheiten wie z. B. Kartons, Säcken oder länglichen Gütern benötigt. Der Unterschied zwischen einer halbautomatischen (ca. 20–40 Packstücke pro Tag) und vollautomatischen Verpackungsmaschine (ab ca. 40 Packstücke pro Tag) besteht darin, dass bei der halbautomatischen Maschine das Umreifungsband manuell um das Paket geführt werden muss. Die Umreifung wird per Sensor oder Knopfdruck ausgelöst. Die Maschine erledigt den restlichen Vorgang automatisch (Band spannen bis zur voreingestellten Spannung, verschweißen und schneiden). Bei der vollautomatischen Maschine wird die Ware automatisch umreift.
Bei Verpackungsmaschinen handelt es sich oftmals um hocheffiziente Anlagen zur schnellen und sicheren Verpackung (empfindlicher) Güter. Komplexere, leistungsfähige Maschinen lassen sich leicht umprogrammieren und für verschiedene Verpackungsarten einsetzen. Handhabungs- und Verpackungsmaschinen arbeiten häufig unmittelbar bei- und miteinander und sollten deshalb aufeinander abgestimmt sein. Die Typenvielfalt bei Verpackungsmaschinen ist sehr groß. Die Bandbreite reicht von einfachen Folienwickelstationen bis hin zu komplexen Anlagen mit automatischer Bestückung, Packmittelfaltung und Verschließung. Zum Bereich der automatischen Verpackung von Gütern gehören ebenfalls die Etikettierung, die Abstapelung und die Transportsicherung. Auch hierzu steht eine große Auswahl an speziellen Maschinen zur Verfügung.
Es gibt sehr verschiedene und unterschiedliche Maschinentypen wie solche zum Abfüllen und Dosieren, Blister, Ein-/Auspacker, Einschlagen und Einwickeln, Etikettieren, Formen, Füllen, Siegeln, Füller, Kartonierer, Palettierer, Schlauchbeutel, Sichern, Schrumpfen, Umreifen, Top- / Front-Loader, Transport und andere mehr.
Neben standardisierten Verpackungsmaschinen, die für unterschiedliche, jedoch ähnliche Packstücke vielfältig geeignet sind, gibt es auch Sondermaschinen, welche nur für einen einzigen, individuellen Verpackungsvorgang entwickelt und gebaut werden. Häufig sind diese Spezialverpackungsmaschinen Teil einer kompletten Fertigungslinie.

## Produktbeispiele

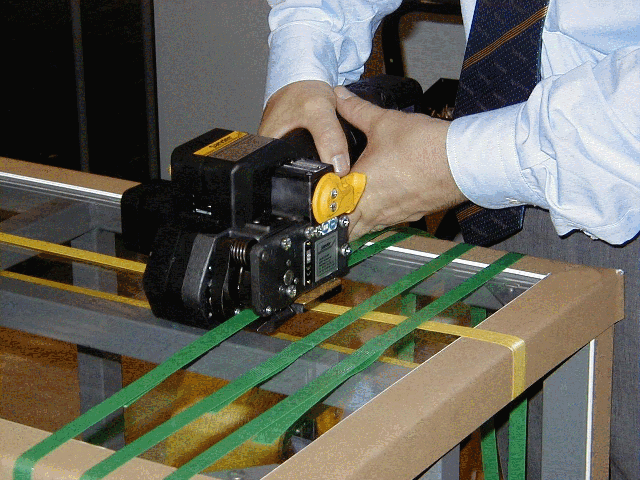
Umreifungsgerät, manuell bedienbar
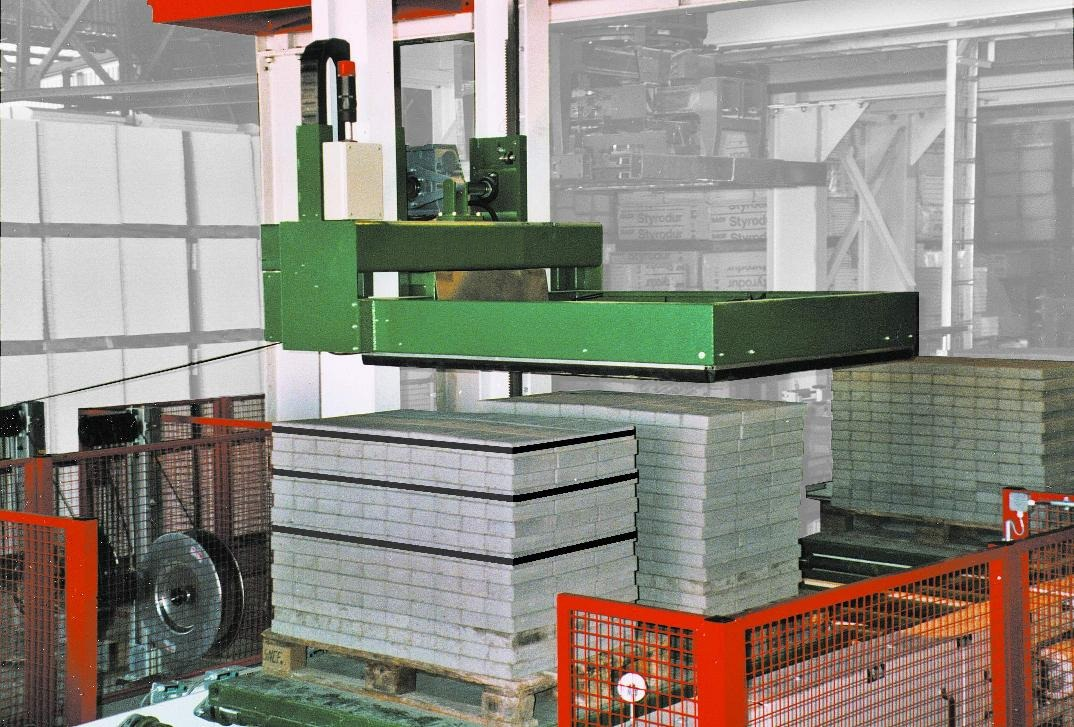
Umreifungsmaschine zum horizontalen Umreifen von Pflastersteinen
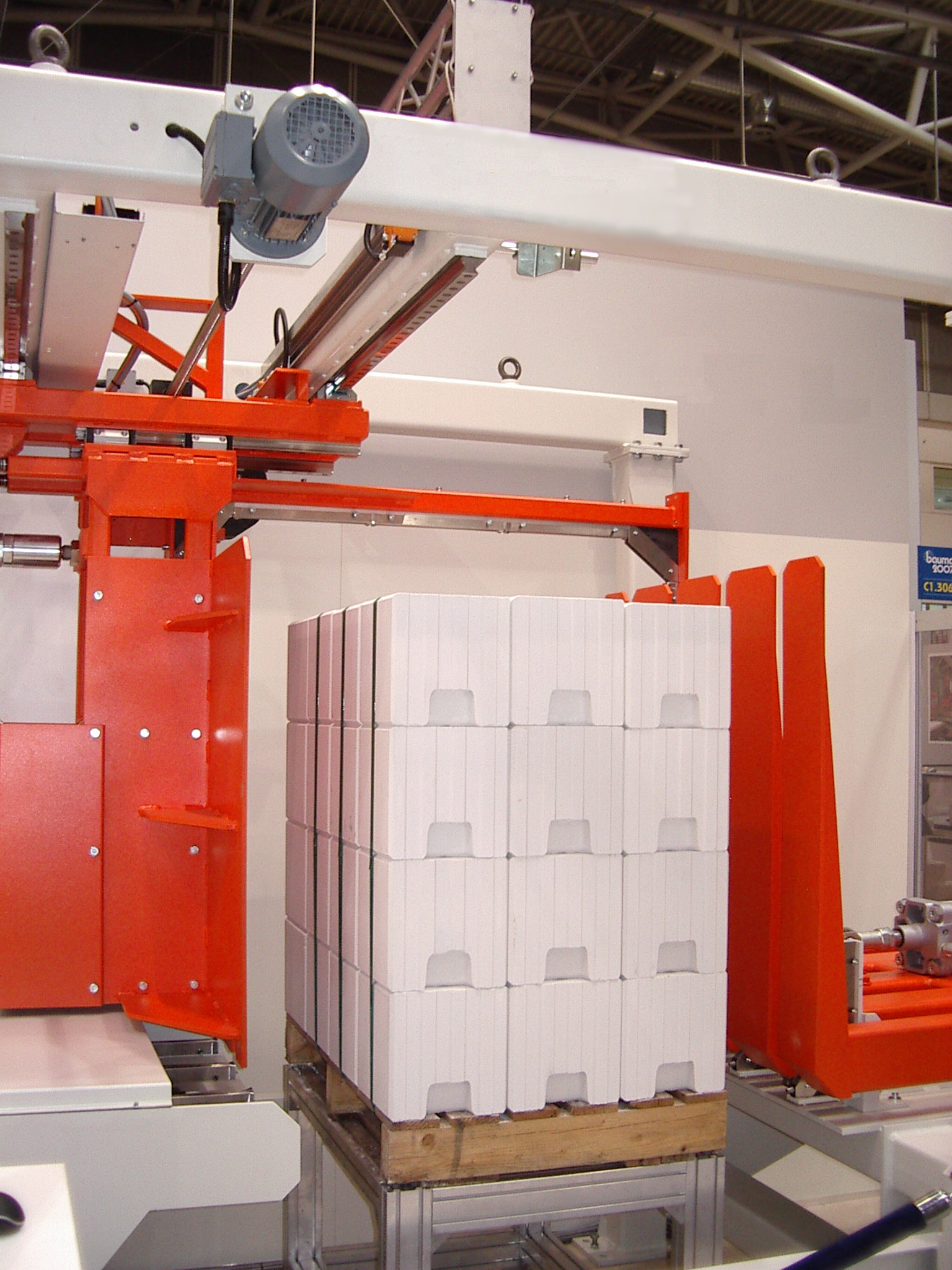
Umreifungsmaschine zum vertikalen Umreifen von Gasbetonsteinen
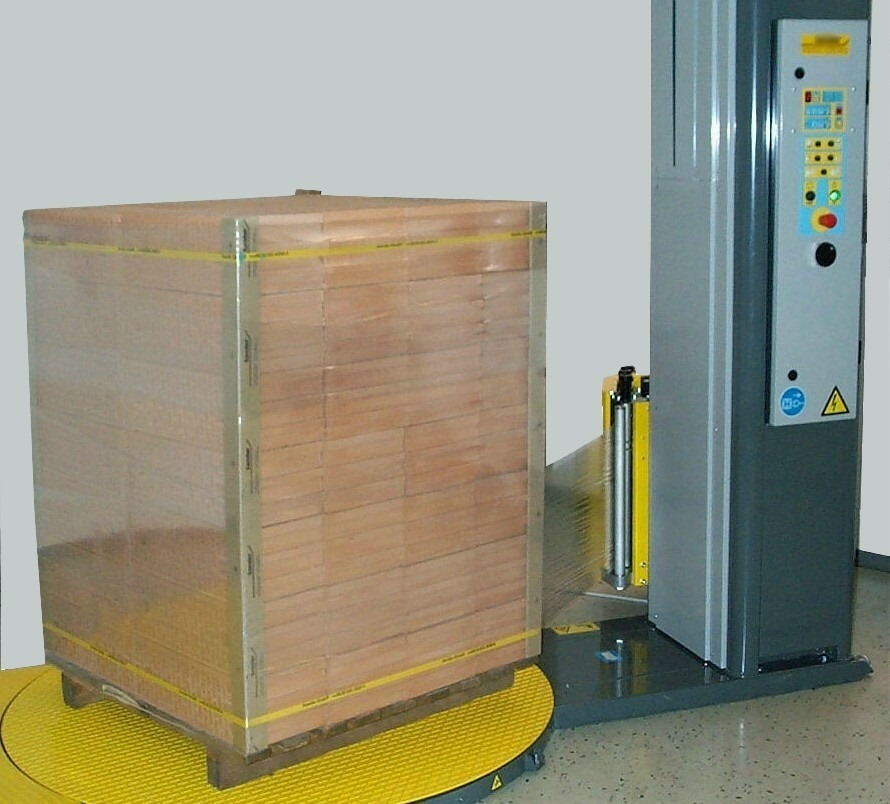
Stretchmaschine zum Umwickeln von Ziegelsteinen auf einer Palette. Die Ecken der Steine werden durch einen Kantenschutz geschützt.
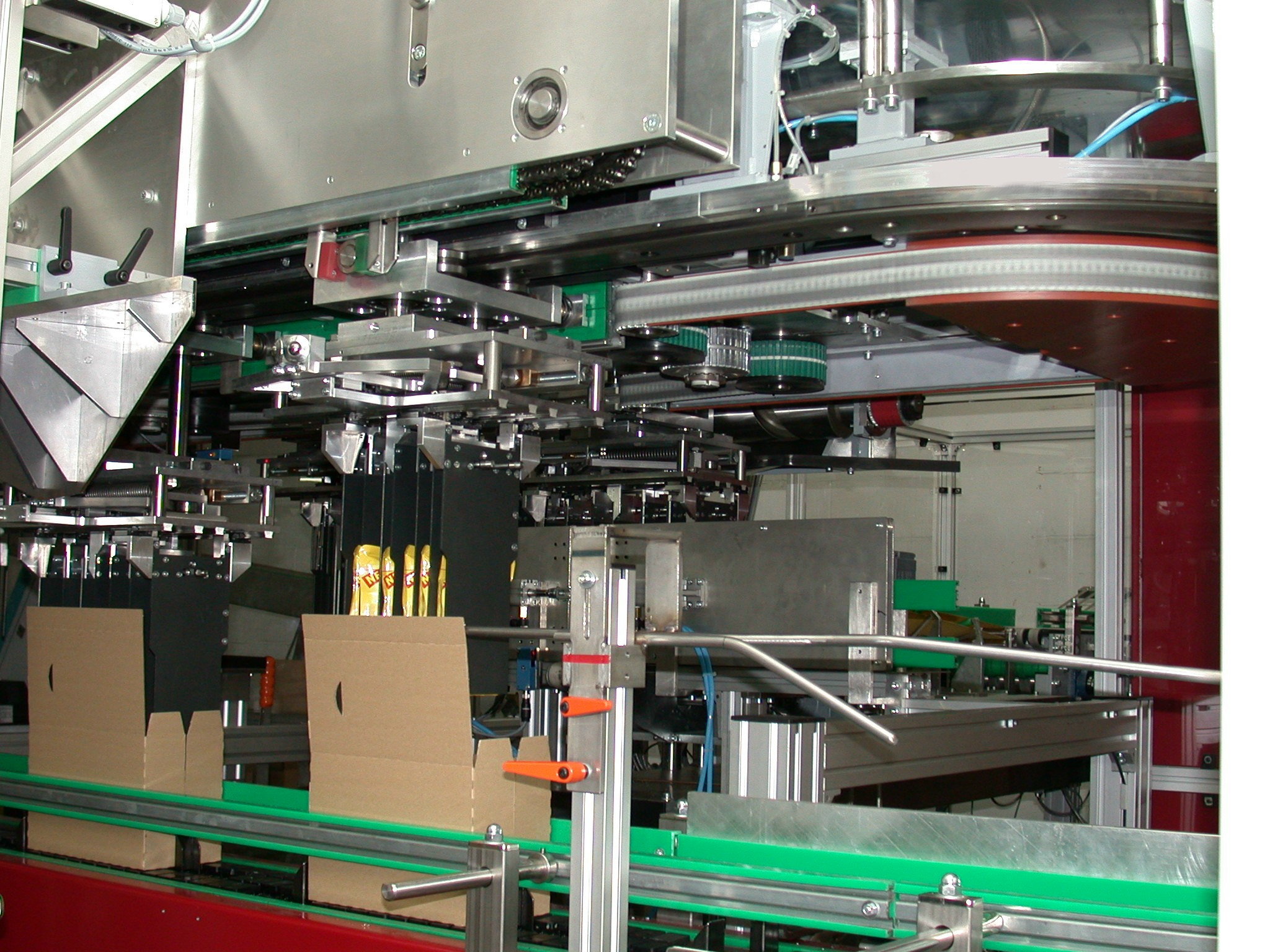
Verpackungsmaschine – Station Hineinstellen der Lebensmittel-Standboden-Beutel in einen Karton
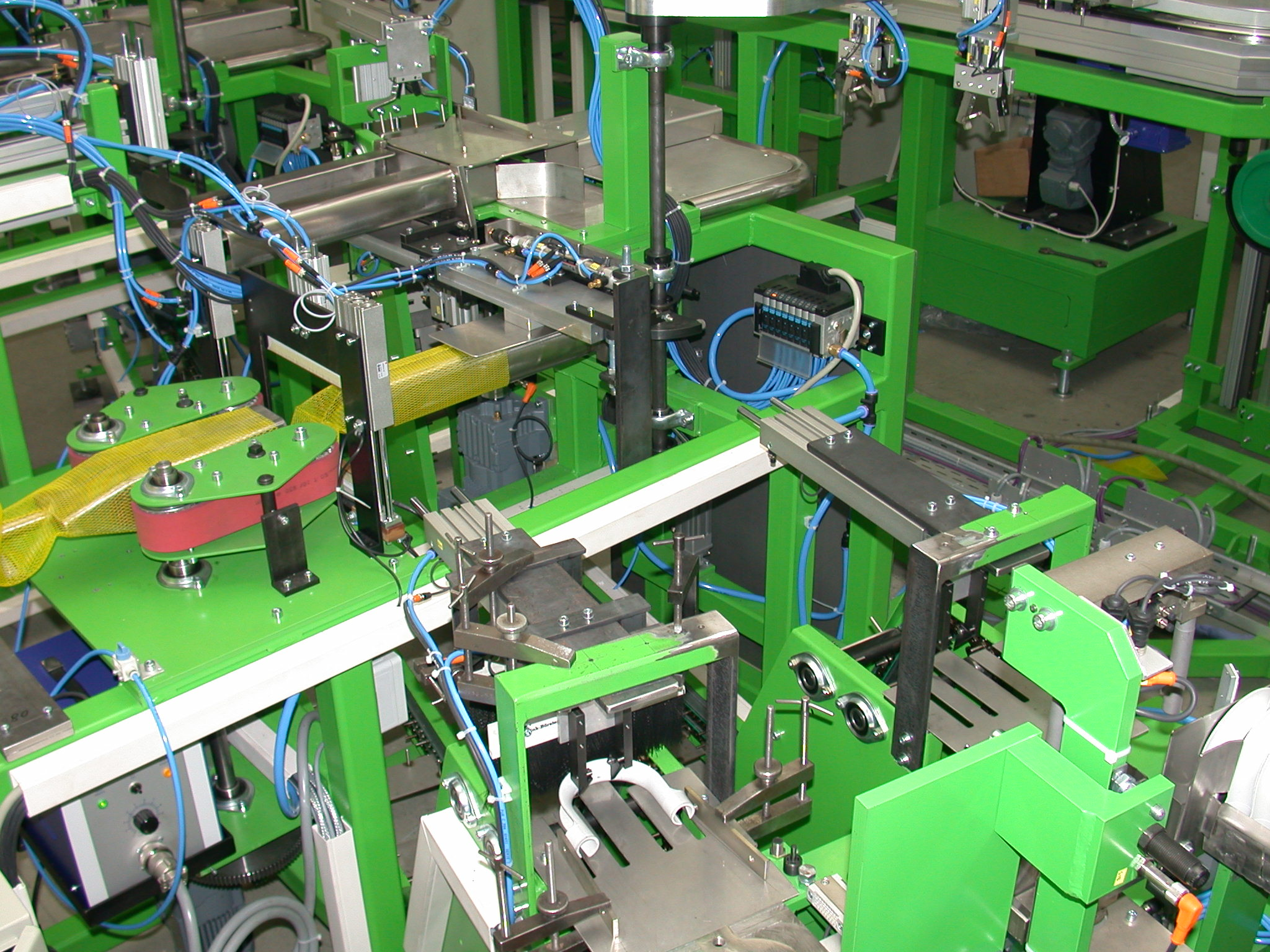
Verpackungssondermaschine zum Verpacken von Waschmaschinenschläuchen in einen Netzschlauchbeutel – Teil einer kompletten Fertigungslinie
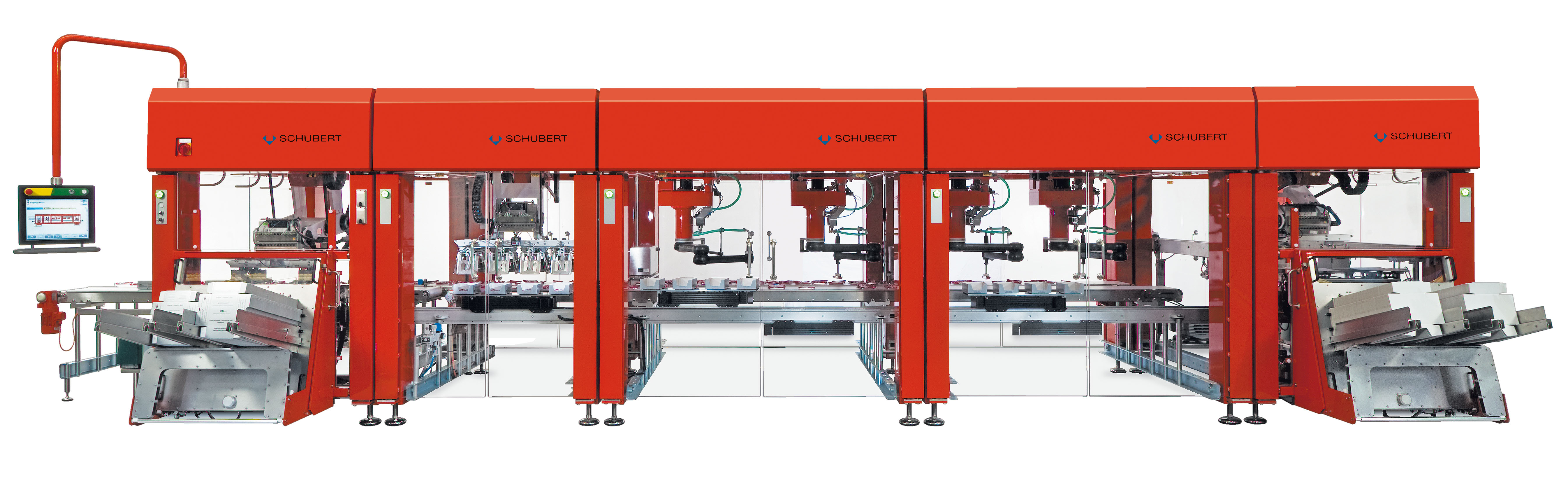
Verpackungsmaschine, modulare Bauweise
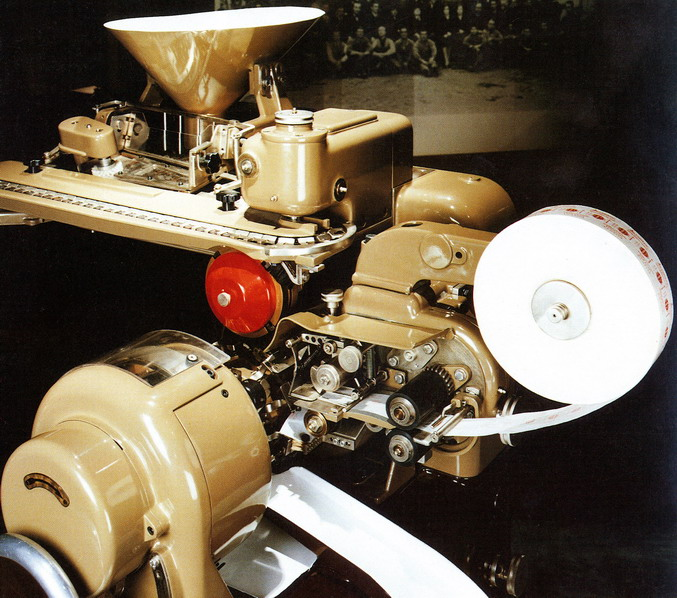
ACMA Verpackungsmaschine
ATS Banderoliermaschine für das Bündeln und dynamische Bedrucken von unterschiedlichen Produkten mit Banderolen aus Papier oder Folie.